# Nitta Yuma
Nitta Yuma es un lugar designado por el censo ubicado en el condado de Sharkey en el estado estadounidense de Misisipi. En el Censo de 2020 tenía una población de 8 habitantes y una densidad poblacional de 16 habitantes por km². Fue incluido como CDP en el censo de 2020. 

## Geografía
Nitta Yuma se encuentra ubicado en las coordenadas 33°01′25″N 90°55′55″O / 33.02361, -90.93194.Según la Oficina del Censo de los Estados Unidos,  tiene una superficie total de 0,50 km², todos correspondientes a tierra firme.